# Sveriges Catamaran och Trimaranseglare
Sveriges Catamaran och Trimaranseglare (förkortat SCTS, engelska Swedish Catamaran and Trimaran Sailors) är ett klassförbund inom Svenska Seglarförbundet. SCTS kallas ofta flerskrovsförbundet[källa behövs], har en hemsida, samt ger ut tidningen Bladet.
SCTS hanterar också generella segelnummer för flerskrovsbåtar som saknar klasslogotyp.[källa behövs] Flerskrovsegelnumren har formen SWE XXX M.
Förbundet är mest aktivt för cruising-trimaraner och - katamaraner i storleksklassen 25 - 35 fot.